# Oleandra angusta
Oleandra angusta là một loài dương xỉ trong họ Oleandraceae. Loài này được Copel. mô tả khoa học đầu tiên năm 1931.